# Lelese
Lelese è un comune della Romania di 427 abitanti, ubicato nel distretto di Hunedoara, nella regione storica della Transilvania.
Il comune è formato dall'unione di 4 villaggi: Cerișor, Lelese, Runcu Mare, Sohodol.